# Kannard Johnson
Kannard Johnson (* 24. Juni 1965 in Cincinnati, Ohio) ist ein ehemaliger US-amerikanischer Basketballspieler. Nachdem sich Johnson in der am höchsten dotierten Profiliga National Basketball Association (NBA) nicht durchsetzen konnte, ging er nach Europa, wo er in Deutschland bei Bayer Leverkusen seine größten Erfolge feierte. Mit den Farbenstädtern holte er in vier Jahren sieben der acht möglichen nationalen Titel.

## Karriere
Johnson wechselte nach seinem High-School-Abschluss zum Studium an die Western Kentucky University in Bowling Green im südlich an Cincinnati angrenzenden Bundesstaat Kentucky. Dort spielte er zusammen mit Tellis Frank für die Hilltoppers genannte Basketballmannschaft in der Sun Belt Conference der NCAA Division I. Zweimal konnte man sich 1986 und 1987 für die landesweite Endrunde der NCAA qualifizieren und dort die zweite Runde erreichen. 1986 verlor man gegen den regionalen Rivalen, die damals topgesetzten Wildcats der University of Kentucky, und ein Jahr später gegen den späteren Vizemeister, die Orangemen der Syracuse University. Johnson zählt immer noch zu den besten Scorern in der Geschichte der Hilltoppers und erzielte in seiner Collegekarriere 1.738 Punkte.
Nachdem Johnson in der NBA Draft von 1987 in der zweiten Runde von den Cleveland Cavaliers ausgewählt worden war, absolvierte er für diese Mannschaft vier Einsätze in der NBA, bevor der Verein ihn am Jahresende 1987 aus seinem Vertrag entließ. Nachdem er in der Sommerliga United States Basketball League (USBL) für den Vorjahresmeister Miami Tropics gespielt hatte, ging er in die höchste italienische Spielklasse A1 zum Aufsteiger Cantini Riunite aus Reggio nell’Emilia. Nach einer Spielzeit wechselte er nach Deutschland zum Vizemeister TSV Bayer 04 aus Leverkusen in die Basketball-Bundesliga, wo er mit seinem Landsmann Clinton Wheeler zusammenspielte. Unter dem neuen Trainer Dirk Bauermann hatte der Verein zudem eine Ansammlung von deutschen Nationalspielern versammelt, mit der die Mannschaft in den folgenden vier Spielzeiten national kaum zu schlagen war. Bis auf den Pokalsieg 1992 holte man alle nationalen Titel und wurde bis 1993 insgesamt viermal Deutscher Meister, davon dreimal als Double. Die Viertelfinalrunde des Landesmeister-Europapokals wurde 1991 in einer Gruppenphase ausgespielt, wo man den sechsten Platz belegte und das Final-Four-Turnier vergleichsweise knapp verfehlte. Ein Jahr später wurde der Wettbewerb als Europaliga mit zwei Gruppen im Achtelfinale ausgetragen, wobei erstmals mehrere Mannschaften aus einem Land teilnehmen durften. Nachdem 1992 sieben Siege in 14 Spielen nicht zum Einzug ins Viertelfinale gereicht hatten, scheiterte man 1993 nach acht Siegen wegen des schlechteren direkten Vergleichs am Einzug ins Viertelfinale des wichtigsten europäischen Vereinswettbewerbs. Anschließend tauschte der Verein sein US-amerikanisches Duo Wheeler und Johnson aus und ersetzte es durch Tom Garrick und Abdul Shamsid-Deen. Johnson stand zwischen 1989 und 1993 in 137 Bundesliga-Spielen für die Rheinländern auf dem Feld und verbuchte einen Mittelwert von 18,5 Punkten.
Er begann die Spielzeit 1993/94 beim griechischen Verein Athlitiki Enosi Konstantinoupoleos (AEK) aus Athen in der A1 Ethniki. Dort agierte er jedoch nur wenige Wochen, bevor er in sein Heimatland zurückkehrte und in der Continental Basketball Association (CBA) für verschiedene Vereine agierte. In der Sommerpause war er in der USBL für die Jacksonville Hooters wieder mit seinem ehemaligen Leverkusener Mannschaftskameraden Clinton Wheeler vereint. Gemeinsam gewann man 1994 die Meisterschaft dieser Liga. Anschließend spielte Johnson eine weitere Spielzeit in der Serie A1, wo er für den Verein aus Montecatini Terme jedoch nur auf sieben Einsätze kam. Der Verein stieg nach nur vier Siegen in 32 Spielen als Tabellenletzter ab. In der USBL 1995 spielte Johnson für den vorjährigen Finalgegner Trojans aus Atlanta, die erneut das Finale erreichten und diesmal den Florida Sharks unterlegen waren. In der Spielzeit 1995/96 war Johnson noch einmal in der CBA für die Connecticut Pride aktiv, die aus den Albany Patroons hervorgegangen waren.